# Вулиця Рахманінова (Київ)
Ву́лиця Рахма́нінова — вулиця у Святошинському районі міста Києва, місцевість Новобіличі. Пролягає від Робітничої і Коростенської вулиць до вулиці Василя Стефаника.
Прилучаються вулиці Соснова, Гостомельська, Юнацька, Димерська, Лісорубна, Таращанська, Кам'янець-Подільська, Корсунська, Бахмацька і Брусилівська.

## Історія
Вулиця виникла у середині XX століття під назвою 388-ма Нова, з 1944 року — Святошинська. Сучасна назва на честь російського композитора С. В. Рахманінова — з 1955 року.